# Пођо ала Векија (Сијена)
Пођо ала Векија је насеље у Италији у округу Сијена, региону Тоскана.
Према процени из 2011. у насељу је живело 9 становника. Насеље се налази на надморској висини од 342 м.